# Канадские федеральные выборы (1980)
Канадские федеральные выборы 1980 года состоялись в Канаде 18 февраля 1980 года. В результате было выбрано 282 члена 32-го парламента страны. Выиграла выборы либеральная партия во главе с Пьер Трюдо. Официальной оппозицией стала прогрессивно-консервативная партия. Явка составила 69,3 %.

## Предвыборная кампания
На выборах 1979 года прогрессивно-консервативная партия под руководством Джо Кларка сформировала правительство меньшинства. Для успешной работы правительству была необходима поддержка малых партий, в частности партии социального кредита, у которой было 6 мест. После того как министр финансов предложил бюджет на 1980 год, в котором фигурировало повышение налогов на бензин (на 4 цента за литр), депутаты социального кредита отвернулись от премьера, чем принудили его к объявлению новых федеральных выборов.
После выборов 1979 года глава проигравшей либеральной партии Пьер Трюдо ушёл было в отставку, но после объявления о новых выборах снова вернулся в политику и возглавил партию. Партия социального кредита потеряла свои позиции после смерти одного из лидеров Реала Кайе.

## Результаты
В результате выборов в парламент страны прошли Либеральная партия Канады, Прогрессивно-консервативная партия Канады, Новая демократическая партия. Кроме того, в выборах принимали участия, но не получили ни одного места в парламенте партия социального кредита Канады, партия Носорог, марксистско-ленинская партия Канады, либертарианская партия Канады, Union Populaire, коммунистическая партия Канады.
Либеральная партия получила подавляющее большинство голосов в Квебеке и Онтарио, наиболее населённых провинциях страны, но не получила ни одного места к западу от Манитобы.